# نیمه‌عمر ۲: قسمت دوم
نیمه‌جان ۲: قسمت دوم (به انگلیسی: Half-Life 2: Episode Two) یک بازی ویدئویی علمی تخیلی به سبک تیراندازی اول شخص است که توسط شرکت ولو ساخته، و در سال ۲۰۰۷ منتشر شده‌است. این دومین قسمت و دنبالهٔ بازی نیمه‌جان ۲ است. نیمه‌جان ۲: قسمت دوم به عنوان یکی از قسمت‌های مجموعه بسته جعبه نارنجی در کنار نیمه جان ۲: قسمت نخست، درگاه و قلعه تیمی ۲ در دسترس قرار گرفت.
روند بازی در قسمت دوم شامل محیط‌های گسترده‌تری، گشت و گذار بیشتر و کاهش گیم‌پلی غیرخطی است که این کار ادامه سیاست‌های شرکت ولو حول موضوع خاص در هر قسمت است. داستان بازی ادامه اتفاقات قسمت نخست و فرار گوردون فریمن همراه با شخصیت‌های اصلی دیگر از شهر ۱۷ به مناطق حومه اطراف است.

## روندبازی
همانند قسمت‌های پیشین، این بازی نیز به صورت اول شخص دنبال می‌شود و شخصیت اصلی داستان دکتر گوردون فریمن است که باید با گروهی از انسان‌های تغییر شکل یافته به نام کمباین و دیگر موجودات بیگانه مقابله کند. روندبازی مراحل به صورت غیرخطی می‌باشد و شامل معماها و مبارزاتی به صورت اول شخص است. سکانس‌های مربوط به وسایل نقلیه به صورت پراکنده در تمام طول بازی وجود دارند. یکی از نکات بازی در قسمت دوم استفاده بیشتر از وسایل نقلیه در مناطق آزاد است. با این حال بازی هویت اصلی خود را تا مبارزه نهایی حفظ کرده‌است.
قسمت دوم دارای معماهای بیشتری نسبت به قسمت اول است که از آن جمله می‌توان به سخترین معما در بین تمام این سری یعنی پل الاکلنگی آسیب دیده اشاره کرد. با انجام وظایف خاص، بازی دارای اچیومنت و تروفی‌های بسیار برای کنسول‌های ایکس‌باکس ۳۶۰ و پلی‌استیشن ۳ است.